# Linee filoviarie statunitensi
Lista delle linee filoviarie negli Stati Uniti d'America, a sfondo bianco le linee/reti attive.

## Elenco
| Stato federale    | Linea o rete   | Gestore                                 | Apertura | Chiusura | Trazione | Note                 |
| ----------------- | -------------- | --------------------------------------- | -------- | -------- | -------- | -------------------- |
| Alabama           | Birmingham     | Birmingham Electric Company             | 1947     | 1958     | ?        |                      |
| Arkansas          | Little Rock    | Capital Transportation Company          | 1947     | 1956     | ?        |                      |
| California        | Los Angeles    | LARy, LAMTA                             | 1947     | 1963     | ?        |                      |
| California        | San Francisco  | San Francisco Municipal Railway         | 1935     | -        | 600 V CC | In servizio 15 linee |
| Carolina del Nord | Greensboro     | Southern Public Utilities Company       | 1934     | 1956     | ?        |                      |
| Carolina del Sud  | Greenville     | Southern Public Utilities Company       | 1934     | 1956     | ?        |                      |
| Colorado          | Denver         | Denver Tramway Corporation              | 1940     | 1955     | ?        |                      |
| Delaware          | Wilmington     | Delaware Coach Company                  | 1939     | 1957     | ?        |                      |
| Georgia           | Atlanta        | Atlanta Transit Company                 | 1937     | 1963     | ?        |                      |
| Hawaii            | Honolulu       | Honolulu Rapid Transit Company          | 1938     | 1957     | ?        |                      |
| Illinois          | Chicago        | Chicago Transit Authority               | 1930     | 1973     | ?        |                      |
| Illinois          | Peoria         | Illinois Power Company                  | 1931     | 1946     | ?        |                      |
| Illinois          | Rockford       | Central Illinois Electric & Gas Company | 1930     | 1947     | ?        |                      |
| Indiana           | Fort Wayne     | Fort Wayne Transit                      | 1940     | 1960     | ?        |                      |
| Indiana           | Indianapolis   | Indianapolis Transit System             | 1932     | 1957     | ?        |                      |
| Iowa              | Des Moines     | Des Moines Transit Company              | 1938     | 1964     | ?        |                      |
| Kansas            | Topeka         | Kansas Power & Light                    | 1932     | 1940     | ?        |                      |
| Kentucky          | Louisville     | Louisville Railways Company             | 1936     | 1951     | ?        |                      |
| Louisiana         | New Orleans    | New Orleans Public Service Incorporated | 1929     | 1967     | ?        |                      |
| Louisiana         | Shreveport     | Shreveport Transit Company              | 1931     | 1965     | ?        |                      |
| Maryland          | Baltimora      | BTCO, National City Lines               | 1938     | 1959     | ?        |                      |
| Massachusetts     | Boston         | MBTA                                    | 1936     | -        | 600 V CC | In servizio 4 linee  |
| Massachusetts     | Fitchburg      | Fitchburg & Leominster Street Railway   | 1932     | 1946     | ?        |                      |
| Michigan          | Detroit        | Department of Street Railways           | 1930     | 1962     | ?        |                      |
| Michigan          | Flint          | Flint Trolley Coach                     | 1937     | 1956     | ?        |                      |
| Minnesota         | Duluth         | Duluth-Superior Transit Company         | 1931     | 1957     | ?        |                      |
| Missouri          | Kansas City    | Kansas City Public Service Company      | 1938     | 1959     | ?        |                      |
| Missouri          | St. Joseph     | St. Joseph Light & Power Company        | 1932     | 1966     | ?        |                      |
| New York          | Cohoes         | Capital District Transportation         | 1924     | 1937     | ?        |                      |
| New York          | New York       | BQT, BMT, NYCTA                         | 1921     | 1960     | ?        |                      |
| New York          | Rochester      | New York State Railways                 | 1923     | 1932     | ?        |                      |
| Ohio              | Akron          | Akron Transportation Company            | 1941     | 1959     | ?        |                      |
| Ohio              | Cincinnati     | CSR, CN&C                               | 1936     | 1965     | ?        |                      |
| Ohio              | Cleveland      | Cleveland Transit System                | 1936     | 1963     | ?        |                      |
| Ohio              | Columbus       | Columbus Transit Company                | 1933     | 1965     | ?        |                      |
| Ohio              | Dayton         | GDRTA                                   | 1933     | -        | 600 V CC | In servizio 7 linee  |
| Ohio              | Toledo         | Community Traction Company              | 1935     | 1952     | ?        |                      |
| Ohio              | Youngstown     | Youngstown Transit Company              | 1936     | 1959     | ?        |                      |
| Oregon            | Portland       | Rose City Transit Company               | 1936     | 1958     | ?        |                      |
| Pennsylvania      | Johnstown      | Johnstown Traction Company              | 1951     | 1967     | ?        |                      |
| Pennsylvania      | Filadelfia     | SEPTA                                   | 1923     | -        | 600 V CC | In servizio 3 linee  |
| Pennsylvania      | Wilkes-Barre   | American Transportation Enterprises     | 1939     | 1958     | ?        |                      |
| Rhode Island      | Pawtucket      | United Transit Company                  | 1931     | 1953     | ?        |                      |
| Rhode Island      | Providence     | United Transit Company                  | 1935     | 1955     | ?        |                      |
| Tennessee         | Knoxville      | Knoxville Transit Lines                 | 1930     | 1945     | ?        |                      |
| Tennessee         | Memphis        | Memphis Transit Authority               | 1931     | 1960     | ?        |                      |
| Texas             | Dallas         | Dallas Transit System                   | 1945     | 1966     | ?        |                      |
| Utah              | Salt Lake City | Salt Lake City Lines                    | 1928     | 1946     | ?        |                      |
| Virginia          | Petersburg     | Virginia Electric & Power Company       | 1923     | 1926     | ?        |                      |
| Washington        | Seattle        | King County Metro                       | 1940     | -        | 700 V CC | In servizio 15 linee |
| Wisconsin         | Kenosha        | Kenosha Motor Coach Lines               | 1932     | 1952     | ?        |                      |
| Wisconsin         | Milwaukee      | M&STC                                   | 1936     | 1965     | ?        |                      |